# James Hamilton-Paterson
James Hamilton-Paterson (London, 6. studenog 1941.) engleski je pjesnik i romanopisac.
Hamilton-Paterson živi u samonametnutom egzilu, u Italiji - Toskani, Austriji i na Filipinima. Njegov se rad ne može precizno opisati, jer sadrži elemente putopisa, autobiografije, fikcije i znanosti. Jezik njegovih djela je čist, gotovo svakodnevan, meditativan, poetičan, ali bez literarnih pretenzija.

## Biografija
James Hamilton-Paterson je, nakon završetka studija na Oxfordskom sveučilištu, kratko vrijeme radio kao bolničar, da bi 1969. počeo raditi kao novinar za politički časopis "New Statesman". Godine 1974. dolazi na uredničko mjesto ženskog časopisa "Nova".
Britanskoj je javnosti Hamilton-Paterson postao poznat kao komentator zbivanja na Filipinima, gdje s prekidima živi od 1979. Njegov roman Ghosts of Manila ("Duhovi Manile") iz 1994. opisuje glavni filipinski grad i prevladavajući kaos i nasilje u njemu, te pruža jako kritički pogled na režim Ferdinanda Marcosa. Romanom America's Boy ("Američki dječak") iz 1998. ublažio je oštricu kritike Marcosova režima, smjestivši ga u geopolitički kontekst svoga vremena.
Godine 1989. izlazi roman Gerontius, rekonstrukcija putovanja engleskog skladatelja Edwarda Elgara niz rijeku Amazonu tijekom 1923. Roman spada među najbolja ostvarenja britanske književnosti 1980-ih, a njegov poetski jezik i prekrasni opisi krajolika piscu su priskrbili književnu nagradu Whitbread.
U 1992. Hamilton-Paterson piše Seven-Tenths ("Sedam desetina"), meditativno djelo o moru i njegovu značenju. Mješavina umjetnosti, znanosti, povijesti i filozofije, ova je knjiga duboko razmišljanje o gubitku i gubitku smisla.
Godine 2000. vratio se pisanju kolumni, kao znanstveni komentator za švicarski časopis "Das Magazin", nakon čega prelazi u časopis "Die Weltwoche".
Satirični roman iz 2004., Cooking with Fernet Branca ("Kuhanje s Fernet Brancom") je piščev najveći dosadašnji uspjeh, a preveden je i na hrvatski.

### Poezija
- Option Three (1974.)
- Dutch Alps (1984.)

### Fikcija
- Loving Monsters (2002.)
- The View from Mount Dog (1987.)
- Gerontius (1989.)
- The Bell Boy (1990.)
- Griefwork (1993.)
- Ghosts of Manila (1994.)
- The Music (1995.)
- Cooking with Fernet Branca (2004.) ("Kuhanje s Fernet Brancom" - izdavač: "Fraktura" - Zaprešić (2007.), prijevod: Vojmir Špoljarić, ISBN 978-953266023-4)
- Amazing Disgrace (2006.)
- Rancid Pansies (2008.)

### Fikcija za djecu
- Flight Underground (1969.)
- The House in the Waves (1970.)
- Hostage (1978.)

### Publicistika
- A very personal war: the story of Cornelius Hawkridge (1971.)
- Mummies: Life and Death in ancient Egypt (1978.)
- Playing with Water (1987.)
- Three Miles Down (1990.)
- Seven-Tenths; the sea and its meanings (1992.)
- America's Boy (1998.)

## Vanjske poveznice
- James Hamilton-Paterson na Granta.com
- Cooking with Fernet Branca - intervju s Hamilton-Patersonom
- Dragan Jurak - kritika romana "Kuhanje s Fernet Brancom"